# Giacobbe
Giacobbe ist ein italienischer männlicher Vorname und Familienname.

## Herkunft und Varianten
Giacobbe leitet sich von dem lateinischen Namen Iacobus ab und ist damit eine Variante des Namens Jakob. Eine weitere italienische Variante ist Jacopo. Zu Iacobus wiederum existiert die Variante Iacomus, aus dem ebenfalls der Name James hervorging. Letzterer besitzt im Italienischen die Variante Giacomo.

## Bekannte Namensträger

### Vorname
- Giacobbe Fragomeni (* 1969), italienischer Profiboxer

### Familienname
- Juan Francisco Giacobbe (1907–1990), argentinischer Komponist und Musikwissenschaftler
- Luigi Giacobbe (1907–1995), italienischer Radrennfahrer